# Lochgoilhead
Lochgoilhead (gaelico scozzese: Ceann Loch Goibhle) è un villaggio, sulla penisola di Cowal, nell'area di consiglio di Argyll e Bute, nelle Highlands scozzesi. Si trova all'interno del Parco nazionale Loch Lomond e Trossachs ed è ampiamente considerato una delle aree più belle di Argyll e della Scozia nel suo insieme.

## Posizione
Il villaggio è circondato da numerose colline nelle Alpi Arrochar, tra cui Benn Donich, The Brack e Cnoc Coinnich e le vie navigabili locali sono il fiume Goil e il Donich. 

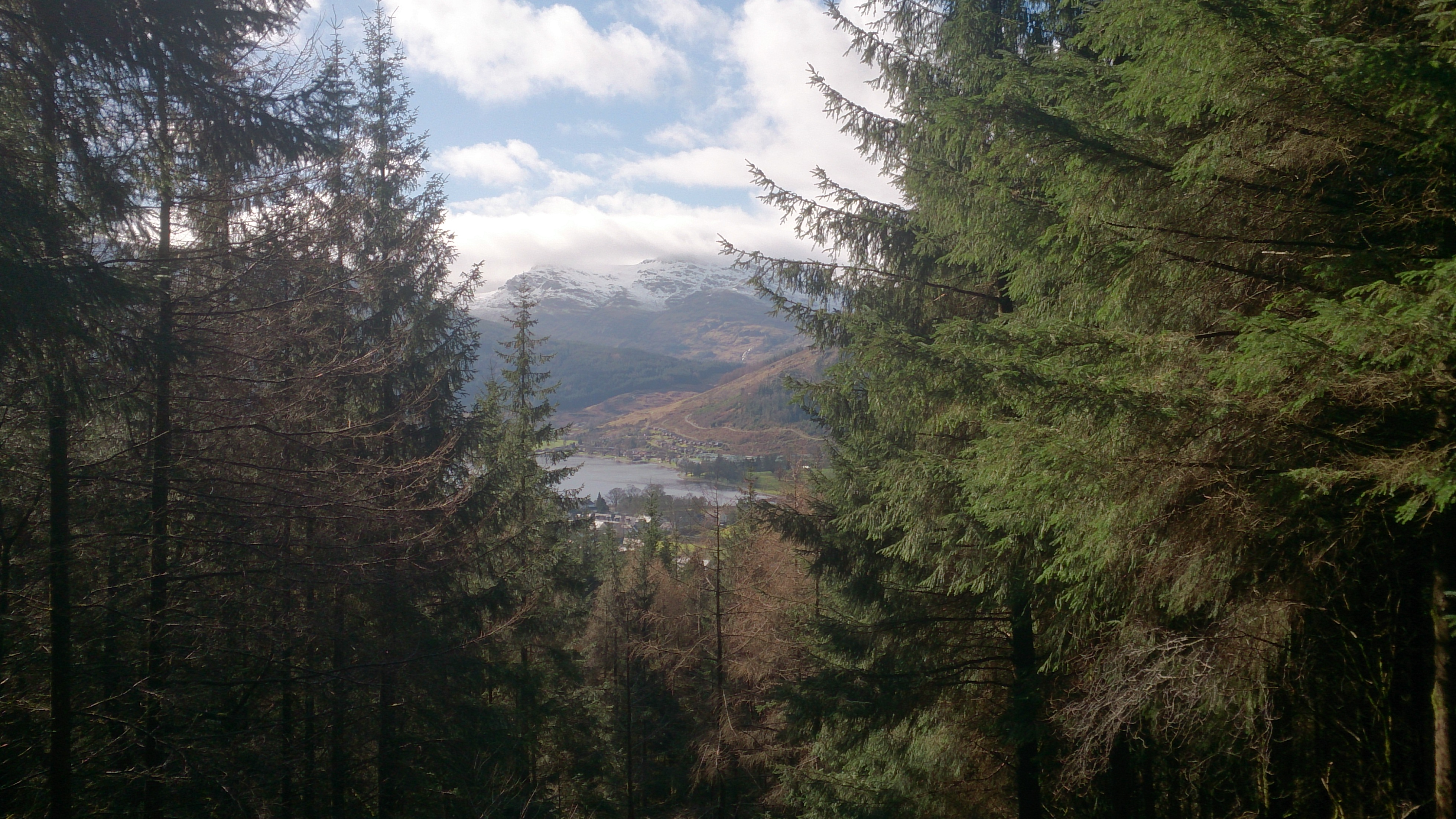
Vista in lontananza di Lochgoilhead

L'area è stata abitata per oltre 10.000 anni, con il nome originale di "Kil nam brathairan" dal gaelico per "Chiesa dei fratelli". Vi si trovano resti neolitici, comprese coppe e un forno per il mais ben conservato. L'area è associata alla storia del clan Campbell, che cacciò i Lamonts dall'area nel XIV secolo. Lochgoilhead era una tappa importante sulla rotta tra Glasgow e Inveraray, poiché i viaggiatori arrivavano in barca e proseguivano in pullman fino a St Catherine, dove salivano su una seconda barca per attraversare il Loch Fyne.
Lochgoilhead è situato nella penisola di Cowal e l'accesso al villaggio avviene tramite la A83 o la A815 da Dunoon. Entrambe le strade sono a singola carreggiata. I tempi di viaggio da Glasgow (80 km a sud-est) sono di circa 90 minuti.
Il villaggio ha una popolazione di circa 400 abitanti, con circa un terzo delle case in affitto o seconda casa. C'è un grande villaggio turistico gestito dalle proprietà di Drimsynie che quasi raddoppia la popolazione di Lochgoilhead in alta stagione. L'occupazione nell'area è in gran parte legata all'agricoltura, alla silvicoltura e al turismo, con tassi di disoccupazione approssimativamente nella media nazionale. I tassi di lavoro autonomo sono il doppio della media scozzese.
Il villaggio ha un ufficio postale e un piccolo supermercato. C'è una chiesa, una sala per riunioni che ospita numerosi eventi della comunità, una scuola elementare e un ambulatorio medico. Bevande, pasti e alloggio sono disponibili presso il Goil Inn. Il villaggio turistico Drimsynie offre sistemazioni e molti altri servizi come palestra, piscina e ristoranti.
L'area dispone di molte attività all'aperto, tra cui il National Activity Centre for the Scouting Association e l'Ardroy Outdoor Center. Ci sono molte famose passeggiate locali tra cui la circolare di Donich e parti del Cammino. La zona è anche incredibilmente ricca di fauna selvatica; Scoiattolo rosso, martora, lontre, cervi e tassi sono comuni, così come foche e focene nel lago e aquile e poiane sulle colline. I gatti selvatici erano un tempo comuni nell'area, ma ora potrebbero essersi estinti localmente.

## Galleria d'immagini

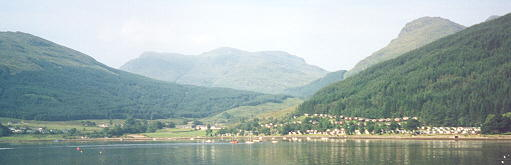
Lochgoilhead. dal centro verso l'esterno
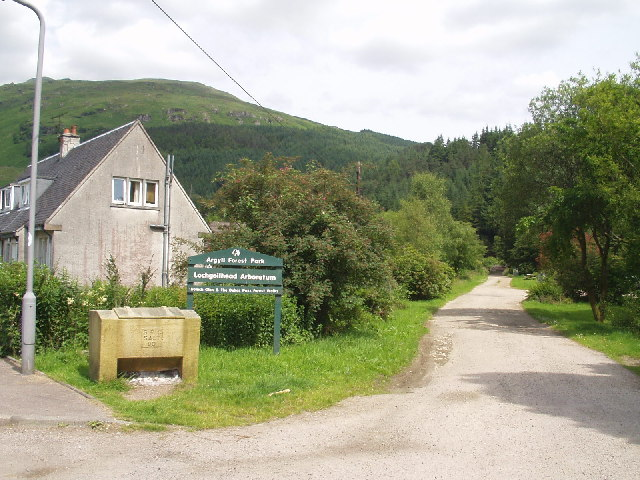
Ingresso al Lochgoilhead Arboretum, Argyll Forest Park
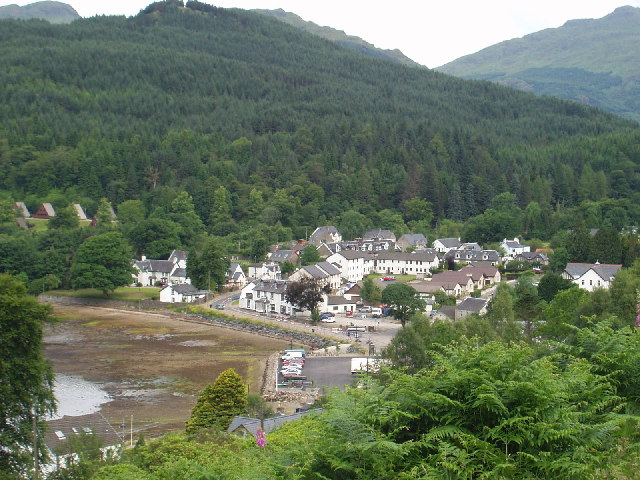
Lochgoilhead